# Lawrence West (veslač)
Lawrence Kingsley West, kanadski veslač, * 1935.
West je za Kanado nastopil v osmercu na Poletnih olimpijskih igrah 1956 v Melbournu, kjer je kanadski čoln osvojil srebrno medaljo.